# Stade international de Karbala
Le  Stade international de Karbala (en arabe : ملعب كربلاء الدولي) est un stade de football irakien, se situant au sud-ouest de la ville de Karbala. Il s'agit du plus grand stade de la ville ayant une capacité de 30 000 places pour accueillir les diverses manifestations sportives (football) et culturelles. Il ne comporte pas de piste d'athlétisme, permettant ainsi aux spectateurs de bénéficier d'une très bonne expérience visuelle. Les travaux de construction ont commencé en 2013 et se sont achevés en mai 2016.
Le stade accueille tous les matchs du club de Karbala FC. L'Équipe d'Irak de football y évolue également dans certaines occasions, ainsi que les clubs irakiens jouant à domicile en Ligue des champions de l'AFC.

## Histoire
En plus du grand stade, le complexe sportif comporte aussi deux terrains d'entrainement ainsi qu'un hôtel pour un coût total de $100 000 000 financé entièrement par le gouvernement irakien. L'architecture du stade a été conçue et exécutée par la firme turque "Bahadır Kul Architects". Le stade est la propriété du gouvernement irakien et abrite les diverses compétitions sportives nationales. En 2019, le stade a accueilli la finale du Championnat WAFF (Championnat de la Fédération d'Asie de l'Ouest de football).
Le stade fut inauguré le 12 mai 2016 par un match opposant le club de Karbala FC face à l'Équipe nationale irakienne victorieuse de la Coupe d'Asie des nations de football 2007 et dirigée par l'entraîneur brésilien Jorvan Vieira.
Auparavant, le stade s'appelait le Stade Al-Hussein en hommage à l'imam Al-Hussein, le troisième des douze imams du chiisme. Mais finalement, le stade est renommé Stade international de Karbala en référence à la ville où se situe le complexe sportif.

## Compétitions internationales organisées
- Championnat d'Asie de l'Ouest de football 2019